# Florian Bocu
Florian Bocu (* 14. Juni 1994 in Bukarest) ist ein rumänischer Eishockeyspieler, der seit 2012 bei Steaua Bukarest in der rumänischen Eishockeyliga unter Vertrag steht.

## Karriere

### Club
Florian Bocu begann seine Karriere in Deutschland, wo er für die U18 des Iserlohner ECs in der Jugend-Bundesliga spielte. 2012 kehrte er in seine Heimatstadt zurück und schloss sich Steaua Bukarest an, für den er seither in der rumänischen Eishockeyliga spielt.

### International
Bocu nahm mit dem rumänischen Nachwuchs an der U18-Weltmeisterschaft 2012 und der U20-Weltmeisterschaft 2014 jeweils in der Division II teil. 
Sein Debüt in der Herren-Nationalmannschaft gab er bei der Weltmeisterschaft der Division II 2017, als er mit seiner Mannschaft trotz einer 0:2-Niederlage gegen Island in die Division I aufstieg, da das entscheidende Spiel gegen den späteren Zweiten Australien mit 5:1 gewonnen wurde.

## Erfolge
- 2017 Aufstieg in die Division I, Gruppe B, bei der Weltmeisterschaft der Division II, Gruppe A